# 弗勒達亞鄉
44°21′N 23°02′E / 44.350°N 23.033°E
弗勒達亞鄉（羅馬尼亞語：Comuna Vlădaia, Mehedinți），是羅馬尼亞的鄉份，位於該國西南部，由梅赫丁茨縣負責管轄，面積89平方公里，海拔高度232米，2007年人口1,897，人口密度每平方公里21人。